# Bitva u Domažlic
Bitva u Domažlic se odehrála 14. srpna 1431 v lokalitě mezi městy Domažlice a Kdyně. Husitská vojska pod velením Prokopa Holého zde téměř bez boje porazila účastníky čtvrté křížové výpravy vedené markrabětem Fridrichem Braniborským a kardinálem Juliánem Cesarinim, přestože křižáci se poučili z předchozích nezdarů a přivezli si 9 000 bojových vozů, aby husity porazili jejich vlastní taktikou. Debakl křižáckého vojska definitivně přesvědčil katolické církevní kruhy o zbytečné snaze pokořit Čechy silou, díky čemuž bylo s husity zahájeno vyjednávání, které vedlo k diskusi o platnosti čtyř artikulů pražských při slyšení na basilejském koncilu.

## Předehra
4. března 1431 dorazil na říšský sněm do Norimberku zmocněnec papeže Martina V. kardinál Julián Cesarini, pověřený legát pro válku s husity. Během několika dní svého působení zvrátil předchozí jednání a za využití všech dostupných prostředků vyburcoval římskoněmeckého krále Zikmunda Lucemburského, říšská knížata, šlechtu i města k organizaci čtvrté kruciáty proti českým kacířům. Již 18. března začala královská kancelář rozesílat výzvy k celoříšským přípravám a o dva dny později kardinál vyhlásil odpustkové buly pro účastníky výpravy. Strategický plán počítal s vytvořením sedmi vojsk, která měla tvořit pět útočných skupin, přičemž sraz těchto oddílů se měl konat mezi 20. červnem a 1. červencem na čtyřech různých místech poblíž českých hranic. Tyto záměry však zůstaly pouze v rovině teoretické, neboť účastníci se začali shromažďovat později než bylo stanoveno a jejich množství neodpovídalo předpokladům. Kvůli těmto okolnostem byl tedy pozměněn plán výpravy a hlavním křižáckým shromaždištěm se stalo bavorské město Weiden, kam se postupně sjely oddíly z celé Římskoněmecké říše. Z Norimberka zde v doprovodu tří set kopí družiny českého šlechtice Jindřicha z Plavna dorazil i kardinál Cesarini, jehož pod římskou korouhví následoval arcibiskup Kolínský, pod korouhví papežovou vévoda Saský, pod korouhví královou Jan kníže Bavorský a pod korouhví Království českého Jan biskup Vircburský. Do Weidenu dále postupně dorazily jednotky z Braniborska, Mohuče, Bavorska, vojáci někdejšího švábského městského spolku a řada dalších zástupců říšské šlechty i měst. Mimo Bavorsko pak operoval čtyřtisícový odřad shromážděný u míšeňského Freibergu a vojsko Albrechta Habsburského, jenž plánoval vpadnout do Čech přes Moravu. Vrchním velitelem kruciáty se měl stát Zikmund Lucemburský, nicméně ten se účasti na výpravě vyhnul, a do čela vojska jmenoval braniborského markraběte Fridricha. Toto královo rozhodnutí však vneslo mezi účastníky výpravy značné rozčarování a posílilo vzájemnou nedůvěru, jež panovala mezi jednotlivými veliteli vojska.
Husité na hrozící nebezpečí reagovali poměrně odhodlaně a na výzvu povolávající je do pole se koncem června u Plzně shromáždili vojáci všech svazů i husitských měst; jako host se dostavil i litevský kníže Zikmund Korybut. Zúčastnění se svorně podřídili autoritě kněze Prokopa Holého, jenž zahájil operace na výhodných vnitřních liniích podél západních českých hranic. Avšak prodleva při shromažďování křižáků u Weidenu a jejich neochota zaútočit na nepřítele vyčkávajícího na úzkém prostoru měly za následek, že se husité dostali do zásobovacích obtíží a byli nuceni ustoupit hlouběji do vnitrozemí. Teprve v té chvíli se Fridrich Braniborský rozhodl k úderu a 1. srpna křižáci překročili české hranice směrem k Tachovu. Kardinál Cesarini chtěl město ihned dobýt, patrně kvůli pozvednutí morálky, proti němu se však postavil bavorský vévoda, jenž považoval Tachov za své dědictví a nepřál si, aby byl demolován dělostřelbou, potažmo vydrancován nebo výrazněji poničen. Po několikadenním neúspěšném obléhání se křižáci 8. srpna vydali ke Kladrubům, kde se dozvěděli o soustřeďování husitů v okolí Berouna. Rozhodli se proto změnit trasu pochodu a zamířili k Domažlicím, které dal vévoda Bavorský ihned oblehnout. Toto obléhání probíhalo již poměrně úspěšně a situace posádky se brzy stala kritickou.
Shromážděná česká armáda vyrazila proti křižákům od Berouna směrem k Chotěšovu a tento zhruba 75 km dlouhý úsek urazila během 12. a 13. srpna. Zde se Prokop Holý a jeho štáb dozvěděli o svízelné situaci v Domažlicích. Byli si dobře vědomi skutečnosti, že pád města by umožnil protivníkovi se v bitvě opřít o jeho hradby, a proto 14. srpna v brzkých dopoledních hodinách vyrazili rychlým pochodem obleženým na pomoc.

## Bitva

### Zprávy současníků
| „                              | Klesají koně Římanů a naši pěší v orkánu se na ty bitce vrhají, kdo chtějí v boj, – a prchají – ti, o kterých jsme věřili, že užijí své přesily, že půjdou v seč, jak pravili a králi svému slíbili. | “ |
| — Píseň o vítězství u Domažlic | |   |

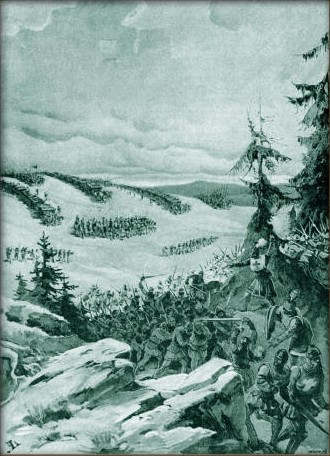
Adolf Liebscher: Útěk křižáků od Domažlic

O samotném střetnutí informují dva základní české texty. První z nich lze nalézt v souboru drobných kronik psaných od sklonku bojovného husitství, jež pod názvem Staré letopisy české do jednoho uceleného díla jako první soustředil historik František Palacký. Druhý se nalézá v Kronice katolického vojáka a přímého účastníka husitských válek Bartoška z Drahonic. Oba rukopisy tvoří základ pro studium události a opírají se o ně odborné práce starších i moderních historiků. 
| „                                  | ... A když bylo předvečer Nanebevzetí Matky Boží, sešikovavše své vozy ráno u Chotěšic, táhli v šiku svém celý ten den na nepřátele k Domažlicům, neboť již Němci odtrhli od Tachova, uslyševše, že Čechové táhnou. A když ještě míli Čechové od Němců byli, ihned z odpuštění božího Němci s velmi velikou bázní a se strachem prchali a dříve, než české vojsko spatřili, s vozy svými do bavorských lesů běželi; a nejvíce jich utíkalo tou cestou proti Rýžmberku, házejíce z vozů rozličnou spíži, stanové dříví, odlehčujíce vozy, a k posledku i stany házeli a sudy s vínem osekávali. Avšak to nic platno nebylo, neboť když vnikli s vozy do lesa, tu se vozy nahrnuty tak, že každý chtěl před druhým býti. Někteří Němci se zastavili, aby je vozy minuly, ale honci českého vojska udatně do nich vskočili a tu některé pobili, jiné zjímali a jiní utekli. A tak je na té cestě ode všech vozů, ode všech děl a jiných věcí odtiskli. | “ |
| — Staré letopisy české – rukopis Š | |   |

| „                     | Téhož roku 1431 kolem svátku sv. Petra násilně vtrhla do Čech slavná knížata Fridrich, markrabě míšeňský, vévoda bavorský Hanuš a jakýsi kardinál vyslaný panem Evženem IV., tehdejším papežem a mnohá jiná knížata, hrabata, baroni a páni s lidmi císařských měst na západě. ... Položili se táborem u města Tachova, v tom kraji leželi vévodové asi dva týdny a kolem hradu Švamberka i kolem Tachova vypálili mnoho městeček a vsí, říkalo se, že dvě stě a více. Proti nim statečně vytrhli třetí a čtvrtý den před Nanebevzetím Panny Marie kněz Prokop a druhý Prokop zvaný Malý se svými vojsky, totiž s tábory, sirotky, viklefisty a pražany... Když pak Němci poznali, že tito postupují proti nim, utekli přes les za Domažlicemi, někteří z nich je pak pronásledovali tím lesem a vzali Němcům, jak se všeobecně říkalo, přes tři tisíce vozů s velkými i menšími děly v počtu dobře sto třicet a s rozličnými jejich věcmi, oděvy, zbraněmi, koňmi, stříbrnými číšemi i zlatým křížem řečeného pana kardinála. Při tom pronásledování pobili více než dvě stě lidí, většinou Italů řečeného kardinála a pak se s velkou kořistí vrátili do Čech. | “ |
| — Bartošek z Drahonic | |   |

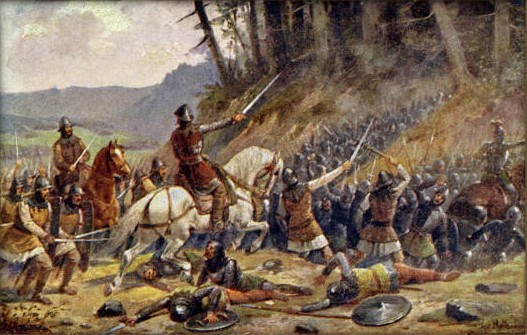
Josef Mathauser: bitva u Domažlic

Mimo tyto dvě zprávy existuje ještě třetí záznam, veršovaná skladba, pocházející z pera literáta, mistra artistické fakulty pražské university a přímého účastníka husitských válek, Vavřince z Březové. Je velmi pravděpodobné, že pražský učenec své dílo, které pojmenoval Píseň o vítězství u Domažlic, dokončil ještě před koncem roku 1431, neboť v básni nejsou narážky na následující přípravu české účasti na basilejském koncilu. Obsah básně tvoří fiktivní rozhovory a projevy křižáckých předáků, jež informují o mnoha podrobnostech z útěku od Domažlic. Dílo samotné je významným historickým pramenem jak pro popisované události, tak pro celkovou atmosféru doby.

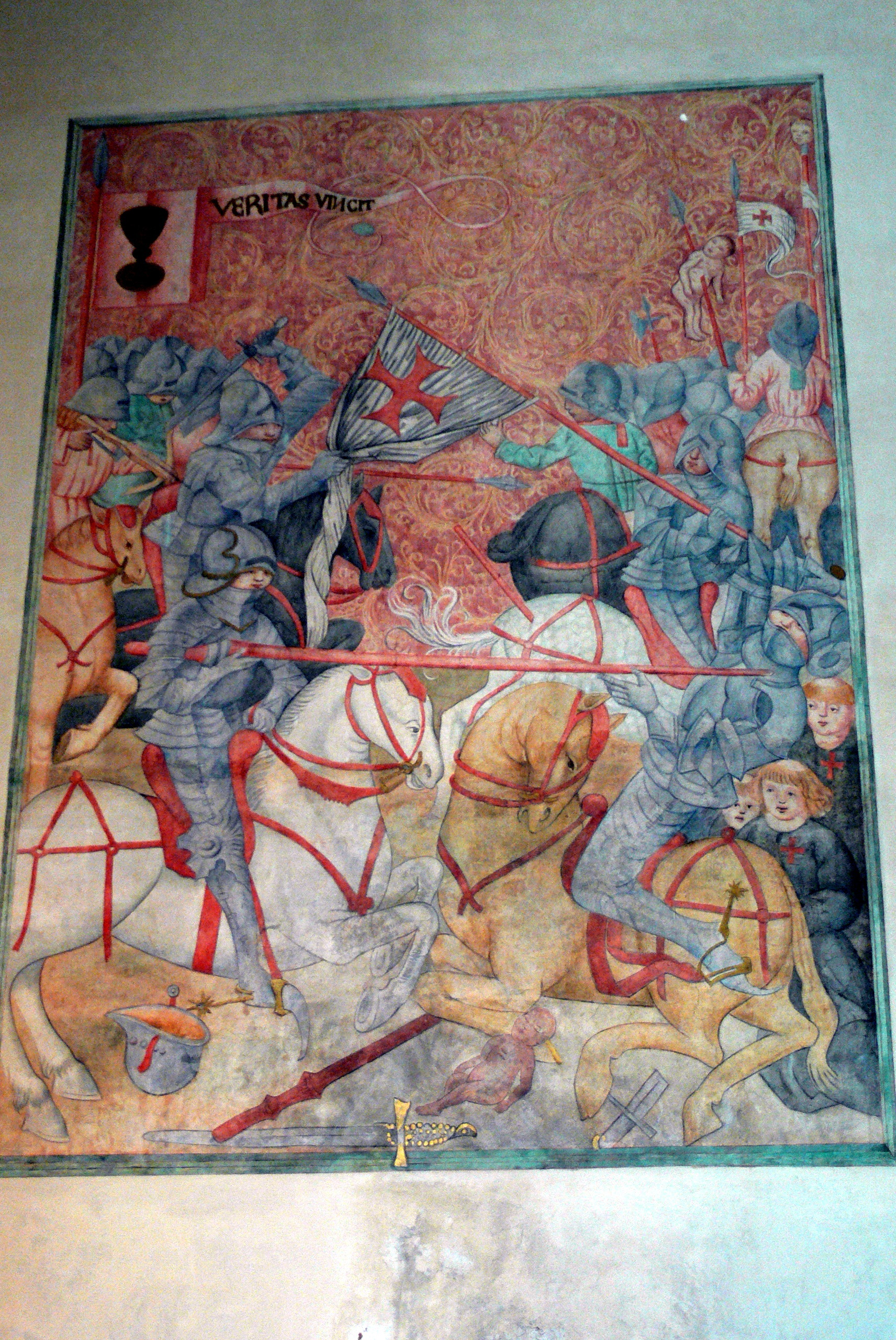
Boj husitů s křižáky z Jenského kodexu považovaný za bitvu u Domažlic, vyobrazení v Betlémské kapli

| „                    | Když nám se totiž přiblížil a na tři míle vzdálen byl ten zhoubný národ pověstný, tak nepřátelský, ničemný, takovou hrůzou sevřeni jsme všichni v náhlém zděšení; tu naše síly mizejí a prchá rada s nadějí, země se třese v nás je třas jen útěk hledal každý z nás a ďábel sám je v patách všem – jest ještě v Čechách vladařem. My nemohli jsme bít se tam, a tak jen útěk zbýval nám. | “ |
| — Vavřinec z Březové | |   |

### Pravděpodobný průběh
| „                              | Co nechali jsme věcí těch, jež přivezli jsme na vozech: odpustků, bul a korouhví, vše čím se biskupové skví! A též můj klobouk červený mnou na útěku ztracený, z nich kdosi na své hlavě měl a požehnání udílel a kříže dělal, aby jen byl obřad svatý zesměšněn – chlap, který zločincem se stal a lid mu všechen zatleskal. | “ |
| — Píseň o vítězství u Domažlic | |   |

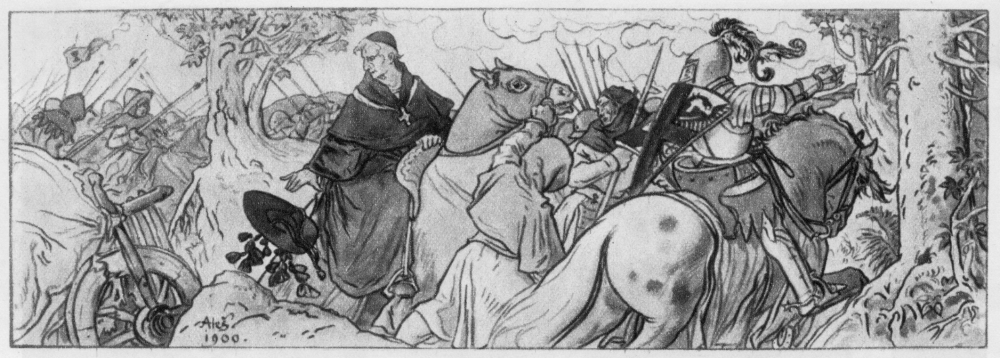
Mikoláš Aleš: bitva u Domažlic; kardinál Cesarini ztrácí svůj klobouk

Jakmile se Fridrich Braniborský dozvěděl o postupu husitů, rozhodl se soustředit celou armádu na jednom místě a zajistit si ústupovou cestu přes Všerubský průsmyk. Začal proto své jednotky stahovat směrem ke Kdyni, kde stály rozestaveny oddíly saského kurfiřta, jenž byl hostitelem kardinála Cesariniho. Špatná komunikace mezi oddíly však měla za následek, že Sasové nepochopili záměr vrchního velitele a pohyb spojeneckého vojska považovali za útěk. V jejich odřadu vypukla panika, kterou se podařilo německým velitelům zvládnout jen se značným úsilím. Bavorský vévoda posléze nechal někde mezi Domažlicemi a hradem Rýzmberkem vybudovat vozovou hradbu, kterou pomáhali bránit italští žoldnéři z kardinálské gardy. O dalším vývoji situace se pak lze pouze dohadovat, je však pravděpodobné, že rychlost s jakou se husité přesouvali, neumožnila špatně organizovaným křižáckým jednotkám včas zaujmout určená postavení a v jejich táboře propukl zmatek. Existuje domněnka, že ve chvíli, kdy vrchní velitel výpravy zaslechl husitský zpěv a rachot jejich vozů, stáhl své vojsko poněkud vzad, aby jej nepřítel předčasně nezpozoroval. Snad tento manévr v kombinaci s předchozí panikou či samotná blízkost husitů, nedůvěra vojska ve vlastní velitele a stále nedostatečně připravená obrana měly za následek, že mezi vojáky zavládlo zděšení a téměř všichni začali prchat k bavorským hranicím. Podle Starých letopisů českých se husitům do cesty postavila pouze pěchota ponechaná v bojových vozech, aby jejich vozy a děla mohly přes les ujet do Bavorska, ale útočné oddíly (honci) českého vojska mezi ně odvážně vtrhly, zahnaly je z jejich vozů a mnoho jich tam pobily a zajaly. Ačkoli líčení útoku na křižáckou vozovou hradbu vyznívá jako jednoznačná záležitost, není vyloučeno, že boj s tímto zadním vojem se protáhl až do podvečerních hodin. Po překonání sporadického odporu husité vtrhli do okolních lesů, kde zahájili systematické pronásledování rozptýleného a zmateného nepřítele, který odhazoval veškerý majetek a jehož jedinou snahou byl útěk do bezpečí. Kardinál Cesarini prý z bojiště prchal převlečen za prostého vojáka a v doprovodu oddílu Jindřicha z Plavna se ubíral kolem hradu Opálka k Nýrsku. Někde v těchto místech dostihl oddíl würzburského biskupa, spolu s nímž se vrátil zpět na říšské území.

## Důsledky a bilance

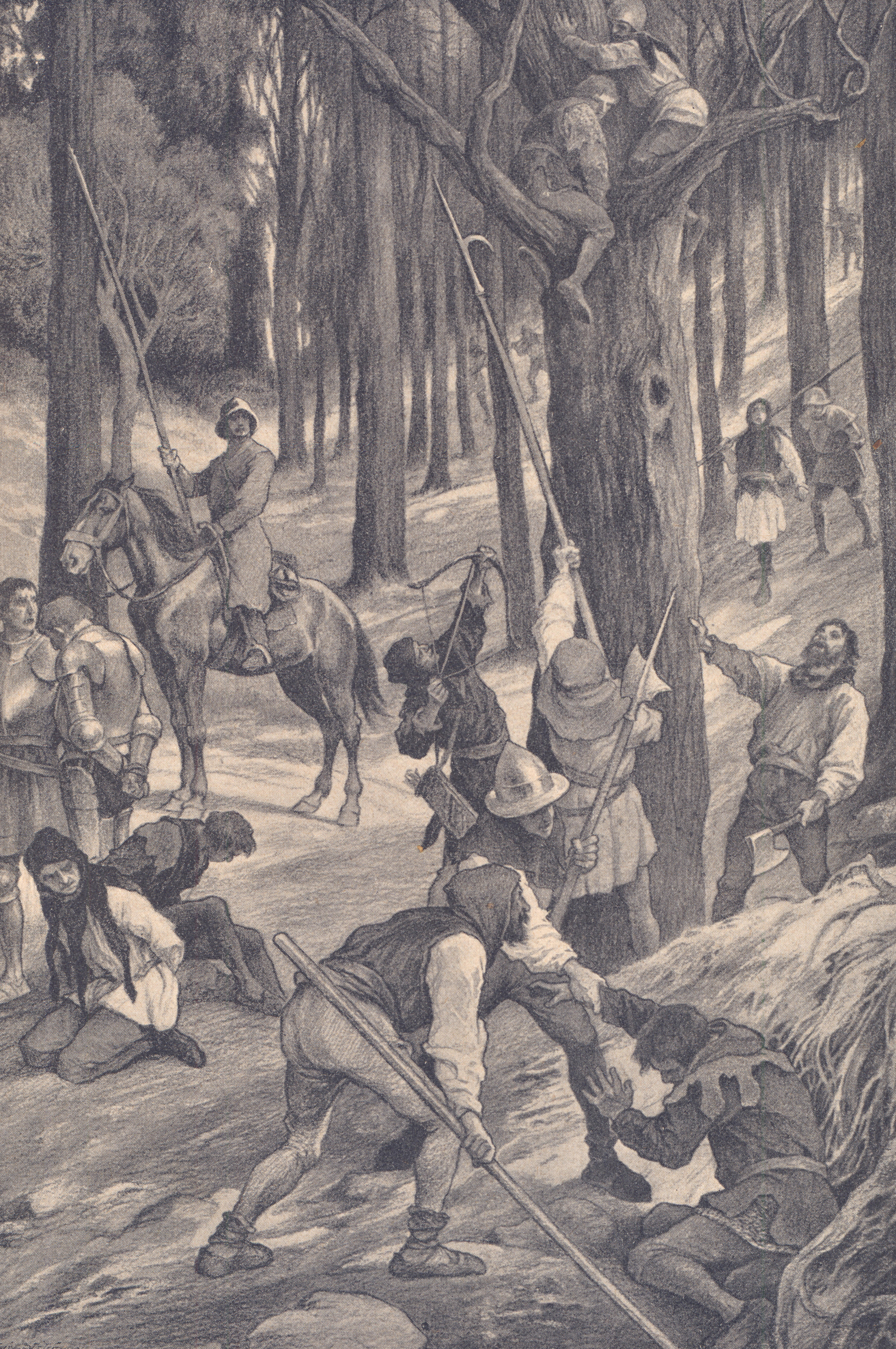
Věnceslav Černý: husité pronásledující Němce po bitvě u Domažlic

Husité pronásledovali prchajícího protivníka dlouho do noci. Část jich pak přenocovala mezi německou vozovou hradbou, část se věnovala shromažďování kořisti. Staré letopisy české uvádí, že se Čechům podařilo získat na 300 pušek (děl) a kolem dvou tisíc vozů. Sběru materiálu a zajatců se věnovali i celý následující den a k jejich nejcennějším nálezům patřila bula, jíž papež Evžen IV. vyhlásil čtvrté křížové tažení do Čech, spolu s oděvem a křížem kardinála Cesariniho.
| „                                  | Nazítří ráno na den sv. Matky Boží velmi mnoho vězňů po lesích shledali a vždy dva a dva svázali, takže jich veliké procesí bylo. Druzí Němci domnívajíce se, že by do Němec šli, zastavili se mnozí v Čechách. Tu Čechové mnoho krásných stanů nabrali a jiných rozličných věcí od stříbra a zlata, i korouhví, od nichž Němci odběhli. | “ |
| — Staré letopisy české – rukopis Š | |   |

 Ohledně ztrát na lidských životech historické prameny prakticky nehovoří. O mrtvých a zraněných na straně českého vojska mlčí zcela, pouze Bartošek z Drahonic poznamenal, že husité pobili 200 příslušníků kardinálovy italské gardy. Lze ovšem předpokládat, že v rámci celého křižáckého vojska bylo toto číslo mnohem vyšší.
Po dalším debaklu při pokusu o násilné podrobení husitských Čech, se katolická strana rozhodla zvolit novou strategii. Po poradě s králem Zikmundem a říšskými knížaty, kteří se obávali husitského vpádu do Německých zemí, se kardinál Julián Cesarini rozhodl přizvat české vyslance k rokování na právě probíhajícím basilejském koncilu. Toto jednání začalo 16. ledna 1433 a vyvrcholilo 5. července 1436 podepsáním tzv. jihlavských (basilejských) kompaktát. Ta proklamovala konečný mír mezi husity a zbytkem křesťanského světa a uznávala je za členy obecné církve. Nicméně dlouhodobá neschopnost dospět k jednoznačnému kompromisu vedla k neshodám v řadách husitských politických proudů, jež eskalovaly 30. května 1434 drtivou porážkou polních obcí v čele s Prokopem Holým v bitvě u Lipan.

## Památky

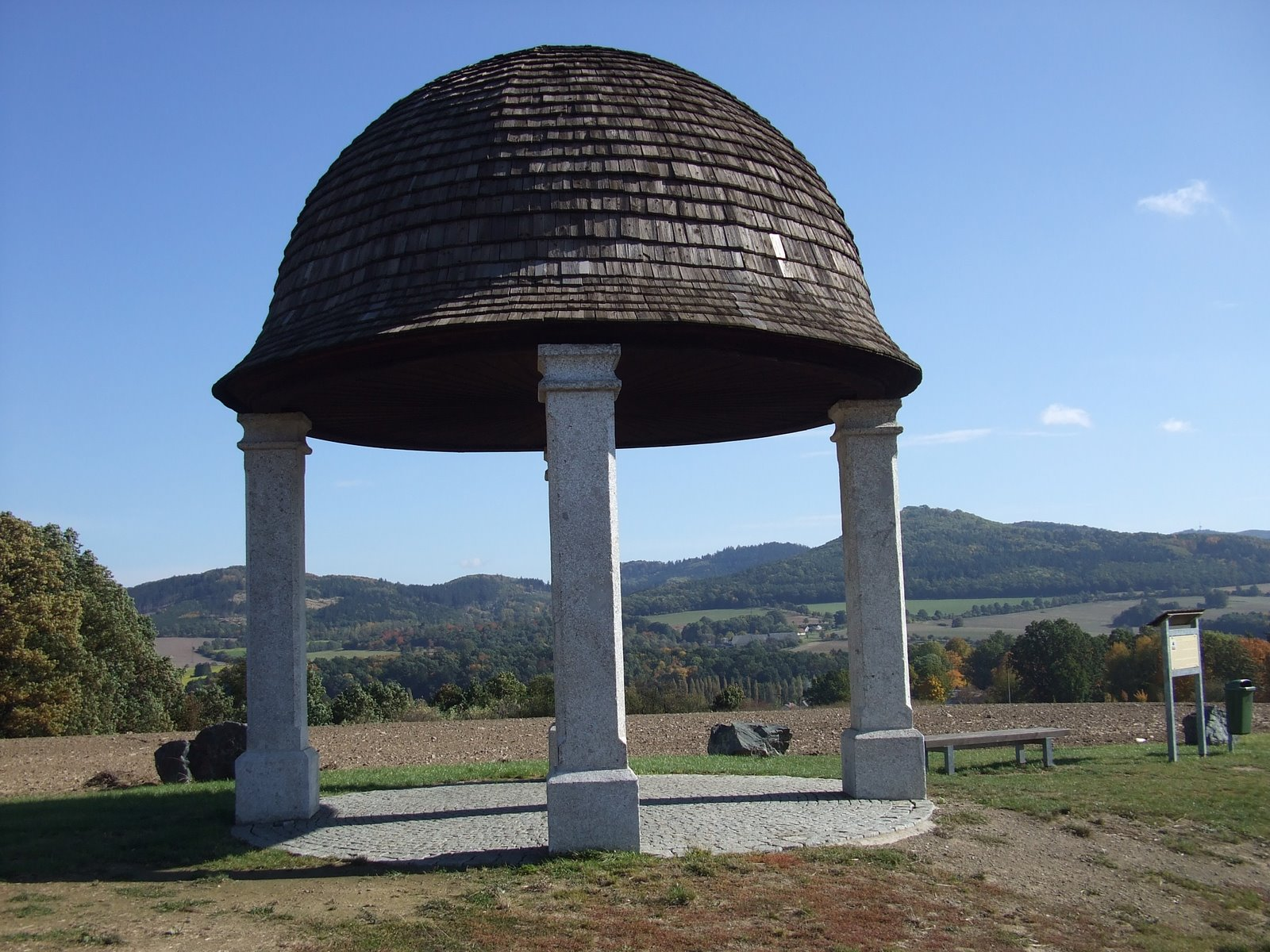
Památník bitvy vystavěný severozápadně od Koutu na Šumavě

Dnes bitvu připomíná gloriet se šindelovou střechou ve tvaru kardinálského klobouku u silnice z Mrákova do Kouta na Šumavě.

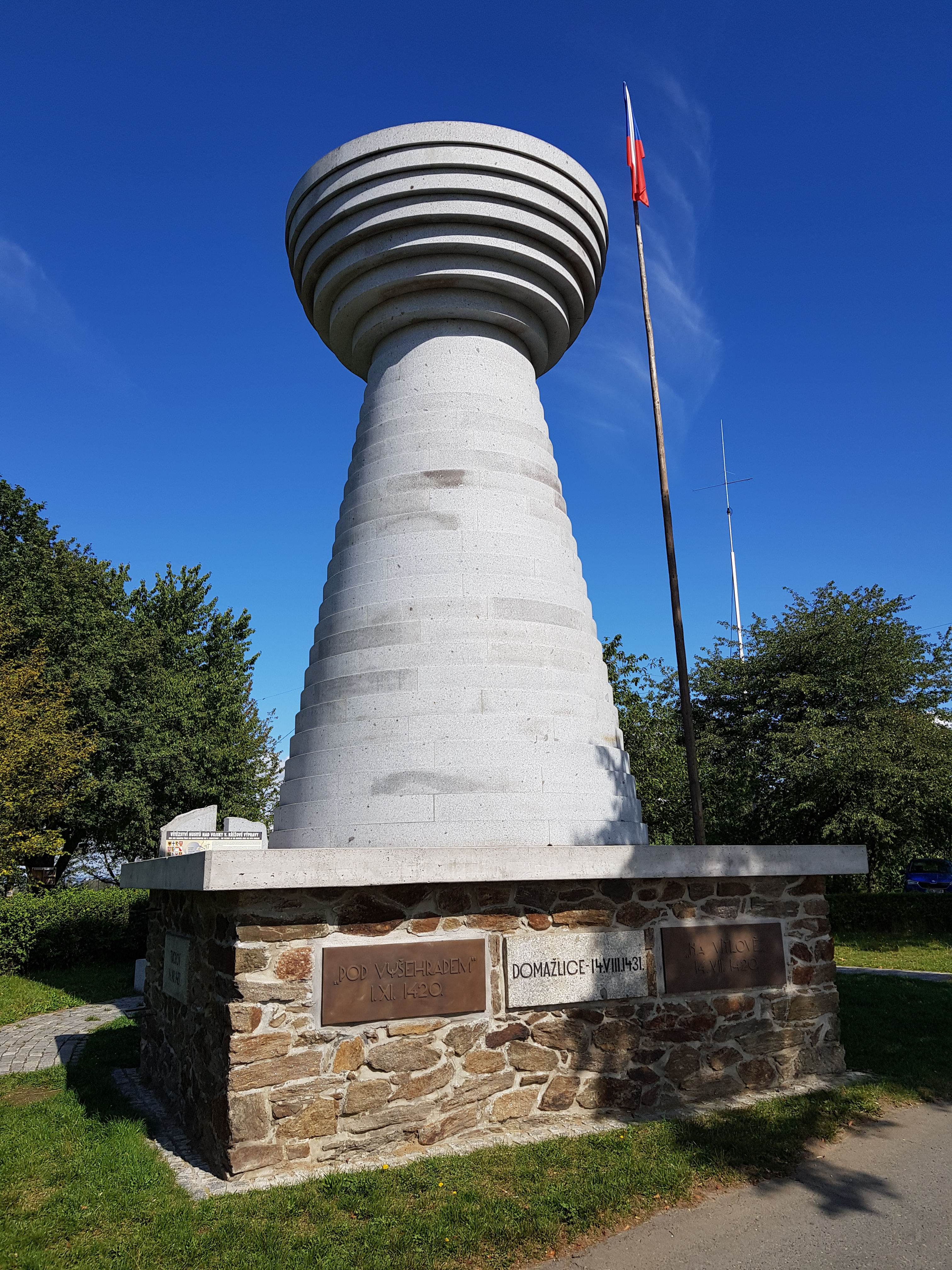
Památník bitvy vystavěný na vrchu Baldov nad Domažlicemi

Další, avšak méně známá, je v Domažlicích prezentovaná ústřední část předlohy k velkoformátovému panoramatu (9 krát 30 m) ze scény Bitvy u Domažlic od akademického malíře Jana Šebka, která stále čeká na její úplné dokončení a v roce 2015 mezigeneračně dokončený pomník s obřím a zřejmě také největším žulovým prstencovým kalichem v evropském měřítku, vzniklý jeho vydařeným doplněním ze strohého prvorepublikového torza na stejném místě, kde měl původně vzniknout z lidových sbírek a darů husitský Národní památník v Domažlicích, nyní nově pojatý a spojený s naučnou stezkou a originální sochařskou galerií pod širým nebem v Baldovském kopci nad městem. Jedná se o základy stavby z roku 1931, do níž bylo slavnostně vestavěno sedm základních kamenů (spolu se dvěma dózami s prstí hlíny) z nejznámějších husitských bojišť (Vítkov, Vyšehrad, Tachov, Německý Brod, Tábor, Domažlice, Lipany). Do památníku byla vložena i měděná schránka s pamětním listem budoucím generacím.